# Dirachma somalensis
Dirachma somalensis là một loài thực vật trong họ Dirachmaceae. Chúng có nguồn gốc từ Somalia, do đó mà có tên này.